# My Animal
My Animal és una pel·lícula romàntica de terror sobrenatural canadenca del 2023 dirigida per Jacqueline Castel en el seu debut com a directora, i escrita per Jae Matthews. Protagonitzada per Bobbi Salvör Menuez, Amandla Stenberg, Heidi von Palleske, Cory Lipman, Charles F. Halpenny, Harrison W Halpenny, Joe Apollonio, Scott Thompson, Dean McDermott i Stephen McDermott i Stephen McHattie la pel·lícula segueix una dona jove que es veu obligada pels seus pares dominants a mantenir la seva licantropia en secret, fins que comença a enamorar-se d'una patinadora.
My Animal es va estrenar mundialment al Festival de Cinema de Sundance, el 22 de gener de 2023, i es va estrenar en cinemes selectes el 8 de setembre de 2023.

## Argument
Una nit de lluna plena dels anys 80, Heather, una dona llop, es transforma per primera vegada, atacant la seva mare humana Patti i agafant-la al pit.
Un parell d'anys més tard, Heather treballa amb el seu pare Henry (de qui va heretar la maledicció) en un restaurant local i juga a hoquei amb els seus germans bessons Cooper i Hardy, mentre que la Patti s'ha dedicat a l'alcoholisme. Quan intenta aconseguir-li coses, la Heather coneix una dona jove anomenada Jonny (abreviatura de Jonine), una patinadora artística que acaba de traslladar-se al barri amb el seu pare.
Tot i que Jonny té un xicot, en Rick és menys que agradable amb ella. Heather i Jonny comencen a relacionar-se i conversar, i Heather la mira patinar a la pista local. La Heather s'uneix a la Jonny i als seus amics en una visita a un casino, però com que és lluna plena, es transforma poc després d'intentar tornar a casa, per consternació dels seus pares.
Independentment, Heather i Jonny continuen sortint. Durant una d'aquestes trobades, en Cooper i en Hardy s'endinsen a un bar i troben que les dues s'intimen. Els bessons comencen a distanciar-se de Heather, Hardy és especialment fred.
Una nit, Jonny porta la Heather a casa seva, on tenen relacions sexuals. Tanmateix, Heather implícitament es gira parcialment, molestant en Jonny. Després que la Heather se'n va, Jonny deixa d'interaccionar amb ella. La Heather intenta preguntar-li al pare de la Jonny què va passar, però ell la rebutja.
Finalment, Heather és convidada a una festa, on Jonny entre llàgrimes li diu a la Heather que no poden parlar més. Devastada, Heather té un atac a casa seva on la Patti la consola.
Poc després, Henry mor d'un atac de cor a la feina. Quan intenta seure amb els seus germans després de tallar-se el cabell, Hardy acusa la seva sexualitat de provocar la mort del seu pare. Cooper, que es va reconciliar amb Heather durant el funeral d'Henry, lluita contra Hardy en la seva defensa. Durant això, Heather surt corrents de casa.
Heather es dirigeix al bar per enfrontar-se a la Jonny per la seva decisió, però mentre ho fa és arrossegada fora per Rick, que la colpeja. Tanmateix, Heather es transforma durant la pallissa, matant en Rick i corrent cap al bosc.
L'endemà al matí, la Patti es banya i cura la Heather, aconsellant-li que es mudi per la seva seguretat. Heather fa exactament això, conduint cap a la nit.
En una escena posterior als crèdits, Otto, un dels amics de Jonny, està sent entrevistat sobre la mort de Rick. Li diu a l'entrevistador: “No et pots ficar amb els animals, home. Regla cardinal”.

## Repartiment
- Bobbi Salvör Menuez com a Heather, un home llop
- Amandla Stenberg com a Jonny, una patinadora artística i l'interès amorós de Heather
- Heidi von Palleske com a Patti, la mare humana dominant de Heather
- Stephen McHattie com a Henry, l'home llop dominant pare de Heather
- Cory Lipman com a Rick
- Charles F. Halpenny com a Cooper, el germà petit de Heather
- Harrison W Halpenny com a Hardy, el germà petit de Heather i el germà bessó de Cooper
- Joe Apollonio com a Otto
- Dean McDermott com a entrenador holandès
- Scott Thompson com a Marcel
- Mitch Horowitz com a reporter de notícies
- Graham Millions com a jugador de màquines escurabutxaques

## Producció
El 2019, el projecte va ser seleccionat per participar al mercat de producció de Frontières durant el FanTasia.
La fotografia principal va tenir lloc de febrer a març de 2022 a Timmins, Ontario, Canadà.

## Estrena
My Animal es va estrenar al Festival de Cinema de Sundance, el 22 de gener de 2023, durant la secció Midnight. Abans de l'estrena, la distribució mundial, excloent el Canadà, va ser adquirida per Paramount Global Content Distribution. La pel·lícula es va estrenar en sales seleccionades el 8 de setembre de 2023 i en formats digitals el 15 de setembre.

## Recepció
Al lloc web de l'agregador de ressenyes Rotten Tomatoes, el 73% de les 55 crítiques són positives, amb una valoració mitjana de 6/10. El consens del lloc web diu: "El debut del llargmetratge de Jacqueline Castel és una història queer i licantròpica coming-of-age que anhela més, però que ofereix prou gràcia per satisfer.